# Lijst van voetbalinterlands Chili - Nieuw-Zeeland
Deze lijst van voetbalinterlands is een overzicht van alle officiële voetbalwedstrijden tussen de nationale teams van Chili en Nieuw-Zeeland. De landen speelden tot op heden vier keer tegen elkaar. De eerste ontmoeting, een vriendschappelijke wedstrijd, werd gespeeld in Antofagasta op 16 juni 1995. Het laatste duel, eveneens een vriendschappelijke wedstrijd, vond plaats op 27 april 2006 in Antofagasta.

## Wedstrijden
| № | Plaats      | Datum           | Competitie        | Wedstrijd             | Uitslag |
| - | ----------- | --------------- | ----------------- | --------------------- | ------- |
| 1 | Antofagasta | 16 juni 1995    | Vriendschappelijk | Chili – Nieuw-Zeeland | 3 – 1   |
| 2 | Auckland    | 4 februari 1998 | Vriendschappelijk | Nieuw-Zeeland – Chili | 0 – 0   |
| 3 | Rancagua    | 25 april 2006   | Vriendschappelijk | Chili – Nieuw-Zeeland | 4 – 1   |
| 4 | Antofagasta | 27 april 2006   | Vriendschappelijk | Chili – Nieuw-Zeeland | 1 – 0   |

## Samenvatting
| Competitie        | Totaal gespeeld | Winst Chili | Gelijk | Winst Nieuw-Zeeland | Doelsaldo Chili – Nieuw-Zeeland |
| ----------------- | --------------- | ----------- | ------ | ------------------- | ------------------------------- |
| Vriendschappelijk | 4               | 3           | 1      | 0                   | 8 − 2                           |
| Totaal            | 4               | 3           | 1      | 0                   | 8 − 2                           |

Wedstrijden bepaald door strafschoppen worden, in lijn met de FIFA, als een gelijkspel gerekend.

## Details

### Eerste ontmoeting
| Vriendschappelijk (Antofagasta, Chili, 16 juni 1995):  |       |                 |
| Chili                                                  | 3 – 1 | Nieuw-Zeeland   |
| Miguel Ramírez 23' Ronald Fuentes 37' Rodrigo Ruiz 68' | goals | 36' Andy Rennie |

### Tweede ontmoeting
| Vriendschappelijk (Auckland, Nieuw-Zeeland, 4 februari 1998): |       |       |
| Nieuw-Zeeland                                                 | 0 – 0 | Chili |
|                                                               | goals |       |

### Derde ontmoeting
| Vriendschappelijk (Rancagua, Chili, 25 april 2006):                                 |       |                  |
| Chili                                                                               | 4 – 1 | Nieuw-Zeeland    |
| Humberto Suazo 36' Jeremy Christie 39' (e.d.) Sebastián Rocco 61' Eduardo Rubio 67' | goals | 14' Shane Smeltz |
| - Debuut van Gonzalo Jara voor Chili.                                               |       |                  |

### Vierde ontmoeting
| Vriendschappelijk (Antofagasta, Chili, 27 april 2006):                                   |       |               |
| Chili                                                                                    | 1 – 0 | Nieuw-Zeeland |
| Eduardo Rubio 35'                                                                        | goals |               |
| - Debuut van Alexis Sánchez (Cobreloa) en Waldo Ponce (Universidad de Chile) voor Chili. |       |               |